# Schlacht von Ramla
Die Bezeichnung Schlacht von Ramla bezieht sich auf eine Reihe von Auseinandersetzungen, die in den ersten Jahren des Königreichs Jerusalem stattfanden. 
Ramla (Hebräisch רמלה, Ramlāh; Arabisch الرملة, ar-Ramlah, umgangssprachlich Ramleh) war eine wichtige Stadt an der Straße von Jerusalem nach Askalon, der größten fatimidischen Festung in Palästina. Von hier aus starteten die Ägypter ständige Angriffe in das neu gegründete Königreich, die häufig zu Konfrontationen zwischen den beiden Orten führten.

## Erste Schlacht von Ramla
Die erste Schlacht von Ramla fand am 7. September 1101 statt.
Al-Afdal Schahanschah, der fatimidische Regent Ägyptens, hatte nach der Niederlage von Askalon 1099 ein neues Heer aufstellen lassen, das Mitte Mai 1101 – Balduin I. war noch mit der Eroberung von Caesarea Maritima befasst – unter der Führung des Mamelucken Sa’ad ad-Daulah el-Qawasi nach Askalon verlegt wurde. Den Versuch, von hier aus nach Jerusalem vorzudringen, konnte Balduin mit einem Riegel bei Ramla verhindern. Während sich Sa’ad nach Askalon zurückzog, um Verstärkungen abzuwarten, ließ Balduin Ramla befestigen und beobachtete ansonsten die Vorgänge von Jaffa aus. Durch einen abgefangenen Brief erfuhr er Ende August, dass die Verstärkung eingetroffen war und der Angriff unmittelbar bevorstand.
Am 4. September marschierten die Ägypter vor Ramla auf. Am 6. September beschlossen die Christen, im Morgengrauen selbst anzugreifen, obwohl sie lediglich 260 Reiter und etwa 900 Fußsoldaten zur Verfügung hatten. Gegenüber den 11.000 Reitern und 21.000 Fußsoldaten auf fatimidischer Seite waren sie jedoch gut ausgebildet und ausgerüstet. Die ersten beiden Gruppen (unter dem Kommando eines Ritters namens Berwold bzw. dem Herrn von Haifa, Waldemar Carpenel) wurden allerdings vernichtet, die dritte (unter dem Befehl von Hugo von St. Omer, dem neuen Fürsten von Tiberias) von den Ägyptern in die Flucht geschlagen. In diesem Moment griff Balduin überraschend an, stieß ins Zentrum des Gegners vor und erzeugte dort eine Panikreaktion, die auf den rechten Flügel übergriff. Balduin ließ die fliehenden Ägypter bis Askalon verfolgen und kehrte erst dann nach Ramla zurück, um deren Feldlager zu plündern.

## Zweite Schlacht von Ramla

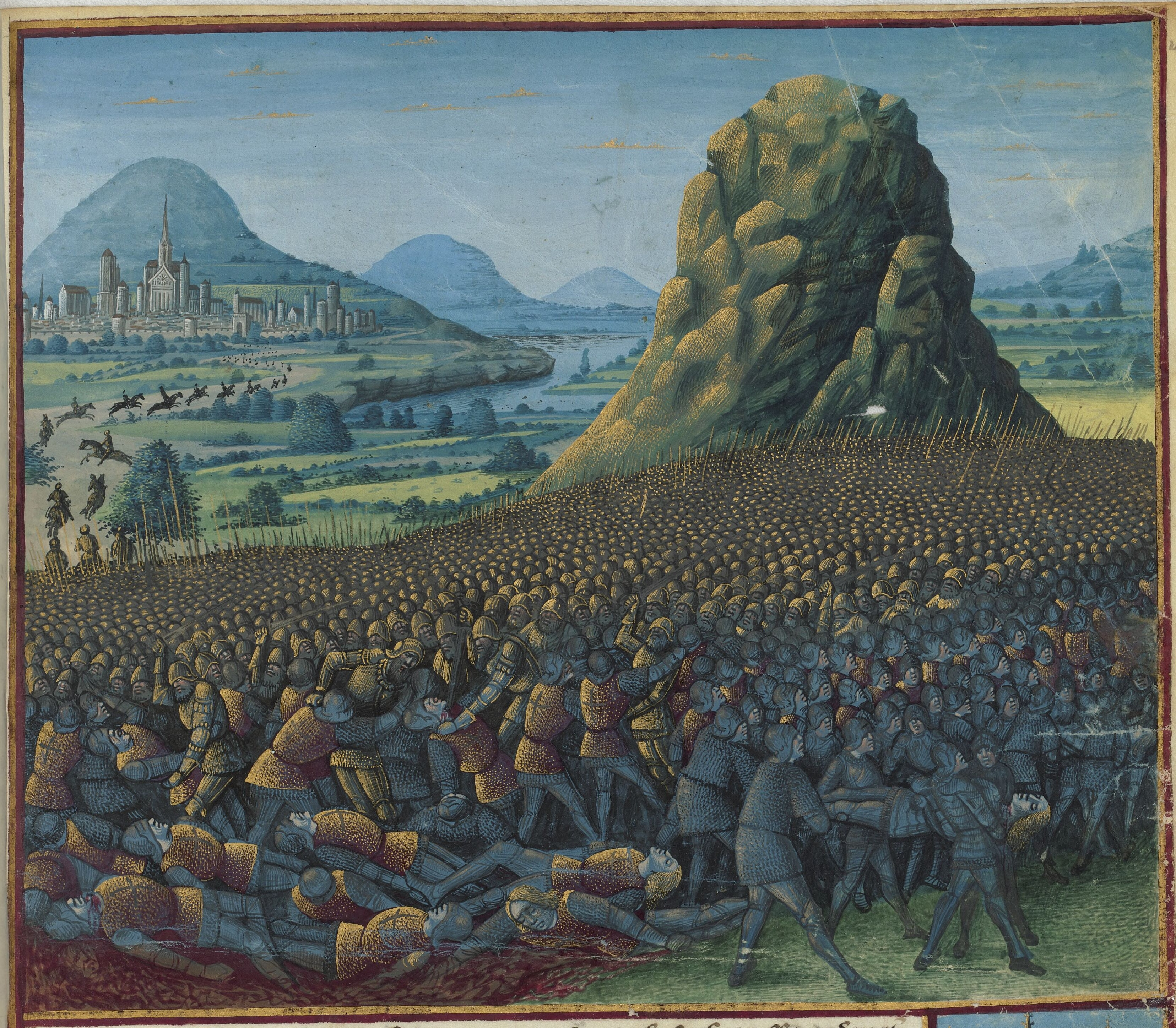
Zweite Schlacht von Ramla, Darstellung 1475

Die zweite Schlacht von Ramla fand am 17. Mai 1102 statt. Eine etwa 20.000 Köpfe starke ägyptische Armee unter dem Befehl von Scharaf el-Ma’alis, dem Sohn des Wesirs Malik al-Afdal, machte sich von Askalon aus auf den Weg nach Jerusalem.
Durch mangelhafte Aufklärungsarbeit war Balduin, der in Jaffa ein mehrere tausend Mann starkes Heer zusammengezogen und Reservetruppen in Galiläa stationiert hatte, über die Stärke der Ägypter falsch unterrichtet. Er brach von Jerusalem aus auf, um den vermeintlich schwachen Gegner selbst zu bekämpfen. In seiner Begleitung waren Konrad, der Marschall des Kaisers Heinrich IV., sowie Hugo VI. von Lusignan, Stephan von Blois und Stephan von Burgund, die schon auf der Rückreise nach Europa gewesen waren, aber wegen eines Sturms schiffbrüchig wurden und umkehren mussten. Stephan von Blois hatte im Kriegsrat daran erinnert, dass die Lage nicht genügend ausgekundschaftet sei, wurde damit aber nicht ernst genommen, da jeder der Meinung war, dass er bei der Belagerung Antiochias bereits versagt habe und nur aufgrund des Drängens seiner Ehefrau Adela von der Normandie zur Wiederherstellung seiner Ehre erneut ins Heilige Land gefahren war.
Am 17. Mai trafen Balduin und seine lediglich 500 Mann starke Truppe auf das ägyptische Heer. Unmittelbar nach ihrer Entdeckung wurden die Kreuzritter auch schon angegriffen, so dass ein Rückzug nicht mehr möglich war. Balduin entschied sich für einen Gegenangriff, der auch fast den Gegner in die Flucht getrieben hätte. Dann wurde den Ägyptern jedoch bewusst, dass es sich bei den Rittern nicht um die Vorhut, sondern um die gesamte Streitmacht handelte. Balduin und seine Männer wurden eingekreist, viele starben auf dem Schlachtfeld. Nur wenige Kreuzritter, darunter Balduin selbst, konnten sich durchschlagen und nach Jaffa in Sicherheit bringen bzw. nach Ramla zurückziehen, wo sie bei Einbruch der Nacht von den Ägyptern eingekesselt wurden.
In Ramla war lediglich ein Turm geeignet, als Bastion zu dienen, in dem sich dann auch alle Christen verschanzten. In der Nacht gelang Balduin die Flucht aus Ramla. Er erreichte zwei Tage später Arsuf, wo er ein englisches Schiff dazu nutzen konnte, um durch die ägyptische Seeblockade zu brechen und nach Jaffa zu entkommen.
Am Morgen des 18. Mai wurde der Ring um den Turm geschlossen. Die Ägypter schichteten Reisigbündel auf, um ihre Gegner auszuräuchern. Diese reagierten darauf mit einem Ausfall, bei dem viele umkamen und andere, darunter Marschall Konrad, gefangen genommen und nach Ägypten verschleppt wurden. Unter den Toten waren Hugo VI. von Lusignan, Stephan von Blois, Stephan von Burgund und Gottfried von Vendôme.
Die Ägypter versäumten es nun, den Sieg auf dem Schlachtfeld dazu zu nutzen, auf das kaum noch verteidigte Jerusalem zu marschieren. Sie wandten sich stattdessen nach Jaffa und blieben so lange vor der Stadt, bis die Ankunft einer Flotte mit deutschen und französischen Kreuzfahrern Balduin am 27. Mai in die Lage versetzte, mit einem Ausfall die fatimidische Armee zum Rückzug nach Askalon zu zwingen, und sich erneut des fatimidischen Feldlagers zu bemächtigen.

## Dritte Schlacht von Ramla

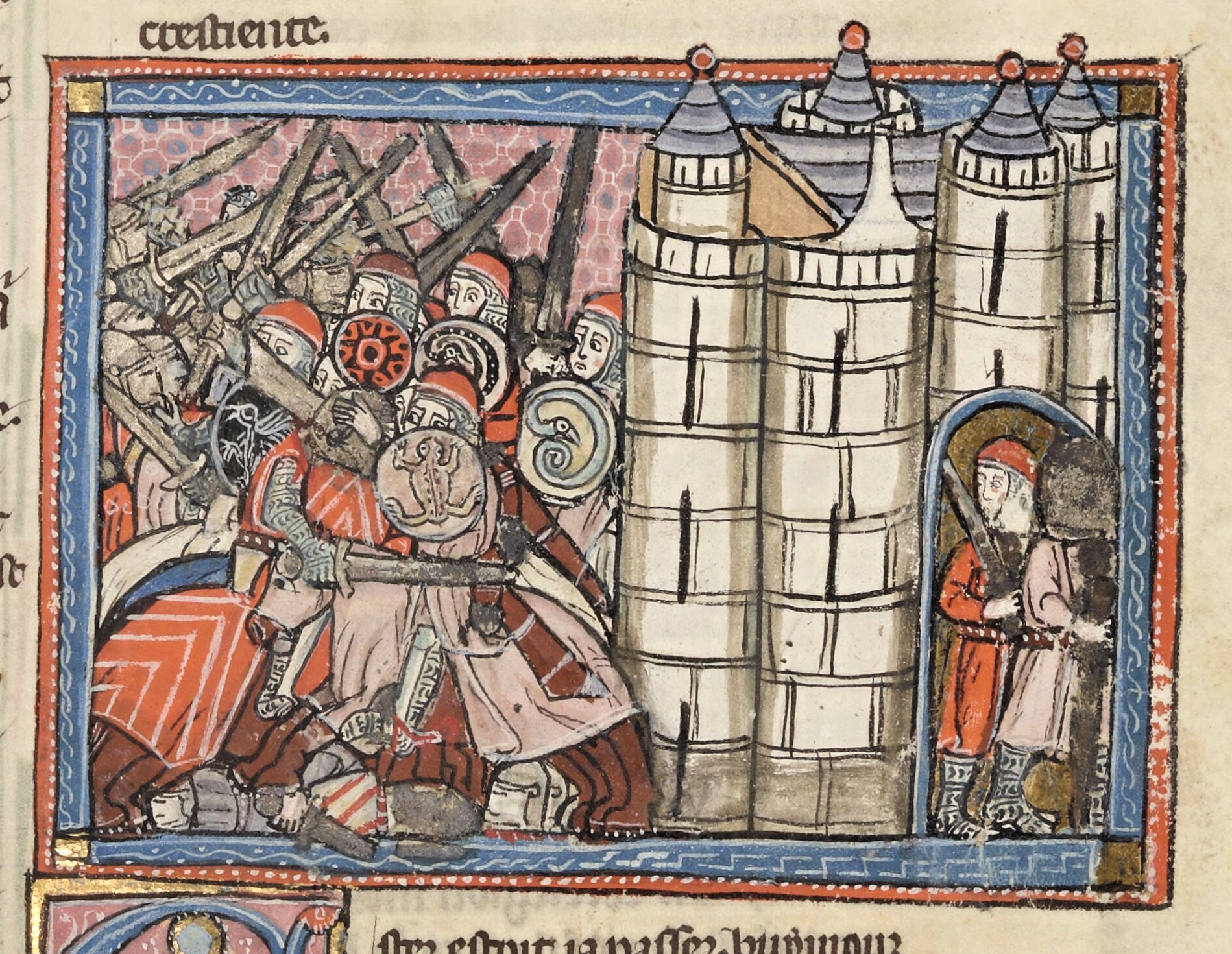
Die dritte Schlacht von Ramla, Darstellung aus dem 13. Jahrhundert

Die dritte Schlacht von Ramla fand am 27. August 1105 statt und gilt als die blutigste.
Erneut war es al-Afdal, der ein Heer ausschickte, diesmal unter dem Befehl seines Sohnes Šaraf al-Maʿāli; das ägyptische Heer, 5.000 Reiter und eine unbekannte Anzahl Fußsoldaten, versammelte sich wieder in Askalon. Nach dem Aufbruch stießen noch 1300 berittene türkische Bogenschützen aus Damaskus zu ihnen. Balduin bezog, von Jaffa aus kommend, vor Ramla Stellung. Seine Streitmacht umfasste 500 Reiter, 2.000 Fußsoldaten aus dem Hauptheer, sowie die Garnisonen aus Galiläa, Haifa und Hebron.
Der erste Angriff der Christen am frühen Morgen des 27. August wurde durch Bogenschützen pariert. Die Entscheidung fiel erst nach langem blutigem Kampf am Nachmittag zugunsten Balduins. Dies lag nicht zuletzt daran, dass die Ägypter zeitgleich Haifa erobern wollten, wofür sie den linken Flügel ihres Heeres eingesetzt hatten, was sie entscheidend schwächte.
Erneut konnte Balduin sich des ägyptischen Feldlagers bemächtigen, musste aber, so geschwächt wie er mittlerweile war, darauf verzichten, dem fliehenden Gegner nachzusetzen.
Nach der dritten Schlacht von Ramla unternahmen die fatimidischen Wesire keine großangelegten Versuche mehr, Palästina zurückzuerobern.